# Anderson Park de Townsville
El Anderson Park de Townsville (inglés: Anderson Park, Townsville) es un Arboreto de 27 hectáreas de extensión, que forma parte de los tres jardines botánicos de Townsville. Queensland, Australia. 
El código de reconocimiento internacional de "Anderson Park, Townsville" como miembro del "Botanic Gardens Conservation International" (BGCI), así como las siglas de su herbario es TOWAN.

## Localización e información
El arboreto se encuentra ubicado en el suburbio de "Pimlico" junto al "Mundingburra State School". 
Anderson Park, Townsville Townsville City Council, PO Box 1268, Townsville, Queensland 4810 Australia.
Planos y vistas satelitales.19°17′29.04″S 146°47′6.72″E / -19.2914000, 146.7852000
Se encuentra abierto todos los días del año.
Las colecciones botánicas de Townsville se han desarrollado en tres jardines separados que juntos forman los "Townsville Botanic Gardens". Además del Anderson Park están los jardines botánicos de Queens Gardens en "North Ward", y el Palmetum en "Annandale".

## Historia
Parte de los terrenos fueron adquiridos en 1929 del "Water and Electricity Supply Department", si bien gran parte de ellos forman parte actualmente del "Mundingburra State School" y del "Townsville Jubilee Bowls Club". 
El parque fue nombrado en 1932 en reconocimiento al trabajo de William Anderson (1845 - 1935), el primer Curador de los parques de Townsville (1878 - 1934). En el mismo año se realizaron las primeras plantaciones de las que se tienen constancia de árbol de lluvia, Eucalyptus y Melaleuca árboles que actualmente dominan el paisaje. 
Mas terreno fue añadido en 1956 y 1963 gracias a diversas adquisiciones. El diseño actual fue realizado en 1962 por Alan Wilson, arquitecto del paisaje y Superintendente de Parques (1959 – 1969). 

## Colecciones botánicas
El 70 % de las colecciones del arboreto son especímenes de la flora australiana. Alberga numerosos ejemplos de especies arbóreas del norte tropical de Queensland, así como de helechos, palmas y una de las mayores colecciones existentes en el mundo del género Pandanus.
Entre sus secciones son de destacar:
- Colección de Pandanus - incluye la mayor parte de las especies australianas de Pandanus así como otras de Nueva Guinea, de Asia suroriental, de las islas del Pacífico occidental y de Madagascar.
- Sección del cabo de York - Esta área ofrece las palmas, los jengibres, el pandanus australiano y árboles ornamentales del norte lejano de Queensland incluyendo la península del cabo York.
- Palmas - entre sus ejemplares destacan las especies Bismarckia nobilis; Orbignya cohune, Hyphaene y Latania.
- Invernadero - visitable solamente previa cita. Contiene una colección de plantas tropicales incluyendo bromelias, jengibres, Araceaes, Nepenthes (plantas de jarra), las palmas y las cycas.
- Huerto de frutales tropicales - incluye lichis, zapote negro, papaya, fruta del pan, vampi, fruta milagrosa, palmera datilera, anacardos, yaca, longan, corazones de palmas, canela, clavo de olor, café, cúrcuma y jengibre.